# Estación de Mira-sol
Mira-sol es una estación de ferrocarril suburbano en superficie inaugurada en 1948, atendida por la línea S1 de la línea Barcelona-Vallés de FGC. Está situada en el barrio de Mira-sol de San Cugat del Vallés. En 2018 registró un tráfico de 700 691 usuarios.

## Situación ferroviaria
Se encuentra en el punto kilométrico 7,5 de la línea de ancho internacional Las Planas-Tarrasa, a 137 metros de altitud. El tramo es de vía doble y está electrificado.

## Historia
La estación fue puesta en servicio el 19 de marzo de 1948, para dar servicio a este barrio de Sant Cugat. La línea, sin embargo, llevaba en funcionamiento el 13 de septiembre de 1918 al entrar en servicio el tramo entre San Cugat Centro y Rubí.
Las obras corrieron a cargo de la Compañía de los Ferrocarriles de Cataluña (FCC), constituida por Frederick Stark Pearson, que en 1912 había integrado a su predecesora, la Compañía del Ferrocarril Sarriá a Barcelona (FSB). Ésta a su vez adquirió a la que dio origen a la línea del Vallés, la Compañía del Ferrocarril de Barcelona a Sarriá (FBS), debido a la acumulación de deudas de esta última, en 1874.
El estallido de la Guerra Civil en 1936 dejó la línea en zona republicana. En la práctica el control recayó en los comités de obreros y ferroviarios.Con el final de la guerra, se devolvió la gestión de la línea y la infraestructura a sus propietarios. Hay que destacar que esta línea no pasó a manos de RENFE en 1941 por no ser de ancho ibérico (1672 mm).
La Compañía del Ferrocarril de Sarriá a Barcelona (FSB), a partir de la década de 1970, empezó a sufrir problemas financieros debido a la inflación, el aumento de los gastos de explotación y tarifas obligadas sin ninguna compensación. En 1977 después de pedir subvenciones a diferentes instituciones, solicitó el rescate de la concesión de las líneas urbanas pero el Ayuntamiento de Barcelona denegó la petición y el 23 de mayo de 1977 se anunció la clausura de la red a partir del 20 de junio. El Gobierno evitó el cierre de la red de FSB otorgando por Real decreto la explotación y las líneas a Ferrocarriles de Vía Estrecha (FEVE) el 17 de junio de 1977, de forma provisional, mientras el Ministerio de Obras Públicas del Gobierno de España, la Diputación de Barcelona, la Corporación Metropolitana de Barcelona y la Ayuntamiento de Barcelona estudiaban el régimen de explotación de esta red. Debido a la indefinición se produjo una degradación del material e instalaciones, que en algún momento determinaron la paralización de la explotación.
Con la instauración de la Generalidad de Cataluña, el Gobierno de España traspasó a la Generalidad la gestión de las líneas explotadas por FEVE en Cataluña, gestionando así los Ferrocarriles de Cataluña a través del Departamento de Política Territorial y Obras Públicas (DPTOP) hasta que se creó en 1979 la empresa Ferrocarriles de la Generalidad de Cataluña (FGC), la cual integraba el 7 de noviembre de 1979 a su red estos ferrocarriles con la denominación Línea Cataluña y Sarriá.

## La estación
Originalmente tenía dos edificios y una sola vía, aunque más tarde se convirtieron en dos vías. Los dos edificios formaban un conjunto con el andén central, cubierto por un dosel en toda su longitud. El edificio de pasajeros estaba situado entre las vías con diseño singular. Había un acceso desde un escalón inferior entre las vías, formado por una escalera. En el otro extremo del andén había un edificio más pequeño para servicios. En la década de 1990, la estación fue modificada, demoliendo el edificio de servicio con el fin de ampliar el andén para los trenes de cuatro coches. En 2007 se puso en servicio un nuevo acceso a la estación, sustituyendo al original para adaptarlo a personas con movilidad reducida y darle más capacidad. La actual estación de Mira-sol cuenta con un acceso desde el nuevo escalón inferior que cruza las vías frente a la plaza Joan Borràs. En este nivel se encuentra el vestíbulo de la estación, que cuenta con máquinas expendedoras de billetes y barreras tarifarias de control de accesos, entre otras instalaciones. Desde el vestíbulo hay una escalera fija, una escalera mecánica y un ascensor que sube hasta el nivel de las vías, dejando una zona con cubierta situada junto a San Cugat del edificio de pasajeros original. Para llegar al andén central de 90 metros de longitud situado entre las dos vías generales hay que pasar por el antiguo vestíbulo de la estación, que ahora actúa como pasillo y sala de espera.
La estación dispone de un andén central con una amplia marquesina al que acceden dos vías generales.

## Tarifa plana
Esta estación está dentro de la tarifa plana del área metropolitana de Barcelona, cualquier trayecto entre dos de los municipios de la área metropolitana de Barcelona se contará como zona 1.

## Servicios ferroviarios
El horario de la estación se puede descargar del siguiente enlace. El plano de las líneas del Vallés en este enlace. El plano integrado de la red ferroviaria de Barcelona puede descargarse en este enlace.
| << cabecera                   | < estación       | línea | estación >       | cabecera >>             |
| ----------------------------- | ---------------- | ----- | ---------------- | ----------------------- |
| Línea Barcelona-Vallés de FGC |                  |       |                  |                         |
| Estación de Plaza de Cataluña | San Cugat Centro |       | Hospital General | Tarrasa-Naciones Unidas |